# Hallandsk
Hallandsk er en almindelig fællesbetegnelse for de to hhv. østdanske eller sydsvenske dialekter, som tales i Halland. Hallandsk falder i to grupper, da der går en tydelig dialektgrænse umiddelbart syd for Varberg. I Hallands tre nordlige herreder (Fjäre, Viska og Himle) tales nordhallandsk, der viser lighed med dialekterne i Sydbohuslen og Vestergøtland, altså med båhuslensk, gøteborgsk og gøtamål/vestgøtisk. Sydhallandsk og mellemhallandsk  tilhører derimod det skånske sprogområde. Især de to sydligske herreder omtrent mellem elven Nissan og Hallandsås (Høgs og Tøndersø) udgør et overgangsområde.

## Karakteristika
Karakteristisk er klusilsvækkelsen af p, t, og k til b, d og g, som er udbredt over hele Halland med undtagelse af den østlige del af Faurås herred. Der findes en palatalisering (kirke → kjorka, give → je). Desuden findes diftongering af langt e til äi, ai, oi og åi i vid udstrækning (f. eks. sten → stajn, dele → dajla). Også verbernes personbøjning har været bevaret. Fra syd udbredte sig den skurrende tungerods-r-lyd, som også bruges i skånsk (i modsætning til tungespids-r)

## Hallandske ord
Nogle almindelige (syd-)hallandske ord:
- Pølse = Kåv
- Tærte = Tåta
- Sport = Spot
- Farmor = Famor
- Bordtennis = Bådtennis